# Cal Solà (Sant Sadurní d'Anoia)
Cal Solà és una obra modernista de Sant Sadurní d'Anoia (Alt Penedès) inclosa a l'Inventari del Patrimoni Arquitectònic de Catalunya.

## Descripció
Edifici entre mitgeres, d'un crugia. Té planta baixa i un pis. La coberta, de teula àrab, és a dues vessants. Hi ha un pati posterior. La façana presenta en la part baixa una portalada formada per dues portes i un aparador central. En el pis es troba un balcó amb forja convexa, molt malmesa. Són remarcables els elements ornamentals, que s'inscriuen dintre del llenguatge modernista. A la part superior de la façana, centrada, apareix la data del 1909 dintre d'una motllura circular.

## Història
La casa està situada en l'eixample vuitcentista de Sant Sadurní. És un exemple de com el Modernisme no es va limitar a edificis singulars d'una certa categoria, sinó que va integrar-se en construccions de caràcter més popular. L'interior ha experimentat reformes.